# Sadık Çiftpınar
Sadık Çiftpınar (* 1. Januar 1993 in Seyhan, Türkei) ist ein türkischer Fußballspieler, der seit Januar 2019 bei Fenerbahçe Istanbul unter Vertrag steht.

## Karriere

### Verein
Çiftpınar kam in Seyhan, einem Landkreis und gleichzeitig Stadtbezirk der südtürkischen Großstadtkommune Adana, auf die Welt. Hier begann er mit dem Vereinsfußball in der Jugend von Seyhan Belediyespor und wechselte 2009 nach Istanbul in die Nachwuchsabteilung von Galatasaray Istanbul. Wo Çiftpınar bis Sommer 2013 tätig war und bis zur Reservemannschaft, Galatasaray Istanbul A2, der Galatasaray-Profimannschaft aufgestiegen ist. Unter anderem wurde er einige Male von Fatih Terim in die Profimannschaft eingeladen, um mitzutrainieren.

#### Profikarriere
Seine Profikarriere startete der 20-jährige Çiftpınar im Sommer 2013 beim türkischen Viertligisten Trabzon Akçaabat FK. Hier etablierte er sich auf Anhieb als Stammspieler und beendete die Saison mit 30 Ligaspieleinsätzen. Für diesen Trabzoner Provinzverein spielte er eineinhalb Spielzeiten und es zog ihn in der Wintertransferperiode 2014/15 zum türkischen Drittligisten Yeni Malatyaspor weiter, wo sein damaliger U-20-Nationaltrainer Feyyaz Uçar tätig war. Unter dem Trainer Uçar agierte Çiftpınar als rechter Außenverteidiger. Mit diesem Klub wurde er zum Saisonende Drittligameister und erreichten somit den Aufstieg in die TFF 1. Lig. In den folgenden Spielzeiten unter anderen Trainern spielte Çiftpınar in der Abwehr als Innenverteidiger. Unter dem Trainer İrfan Buz steigerte er seine fußballerischen Leistungen und wurde zu einem der wichtigsten Spieler der Mannschaft. Weiteres folgte das Çiftpınar zum Mannschaftskapitän aufstieg. Der Abwehrspieler bestritt in vier Jahren für Yeni Malatyaspor 115 Pflichtspiele und erzielte zwei Tore.
Im Januar 2019 wurde der 26-jährige Çiftpınar zum türkischen Erstligisten und Traditionsverein Fenerbahçe Istanbul transferiert und im Gegenzug wechselten Yiğithan Güveli und Barış Alıcı (Leihbasis) zu Yeni Malatyaspor.

### Nationalmannschaft
Çiftpınar durchlief von 2009 bis 2013 die türkischen Nachwuchsnationalmannschaften von der U-17 bis U-20, bestritt insgesamt 21 Spiele und erzielte zwei Tore.
Er begann seine Nationalmannschaftskarriere im Dezember 2009 mit zwei Einsätzen und mit einem Tor für die türkische U-17-Nationalmannschaft. Im Rahmen der U-20-Fußball-Weltmeisterschaft 2013 wurde Çiftpınar vom U-20-Nationaltrainer Feyyaz Uçar in das Turnieraufgebot der türkischen U-20-Nationalmannschaft berufen. Wo er mit der Mannschaft das Achtelfinale erreichten und gegen die späteren Turniersieger der französischen U-20 ausschieden.

## Erfolge
Türkische U-20-Nationalmannschaft (2012–2013)
- U-20-Weltmeisterschaft: Achtelfinalist 2013 (ohne Einsatz)[3]

Yeni Malatyaspor (2015–2019)
- Aufstieg in die TFF 1. Lig und Meister der TFF 2. Lig (Gruppe Weiß): 2014/15
- Aufstieg in die Süper Lig und Vizemeister der TFF 1. Lig: 2016/17